# Garaneberkees
Garaneberkees är en glaciär i Österrike. Den ligger i förbundslandet Tyrolen, i den centrala delen av landet.
Den högsta punkten i närheten är Weißspitze, 3 300 meter över havet, norr om Garaneberkees.
Trakten runt Garaneberkees består i huvudsak av alpin tundra.